# Перина

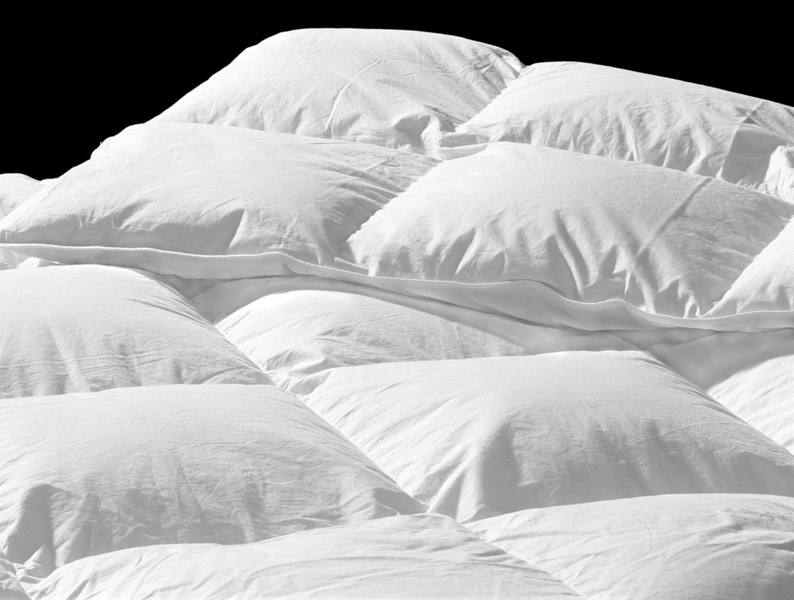
.

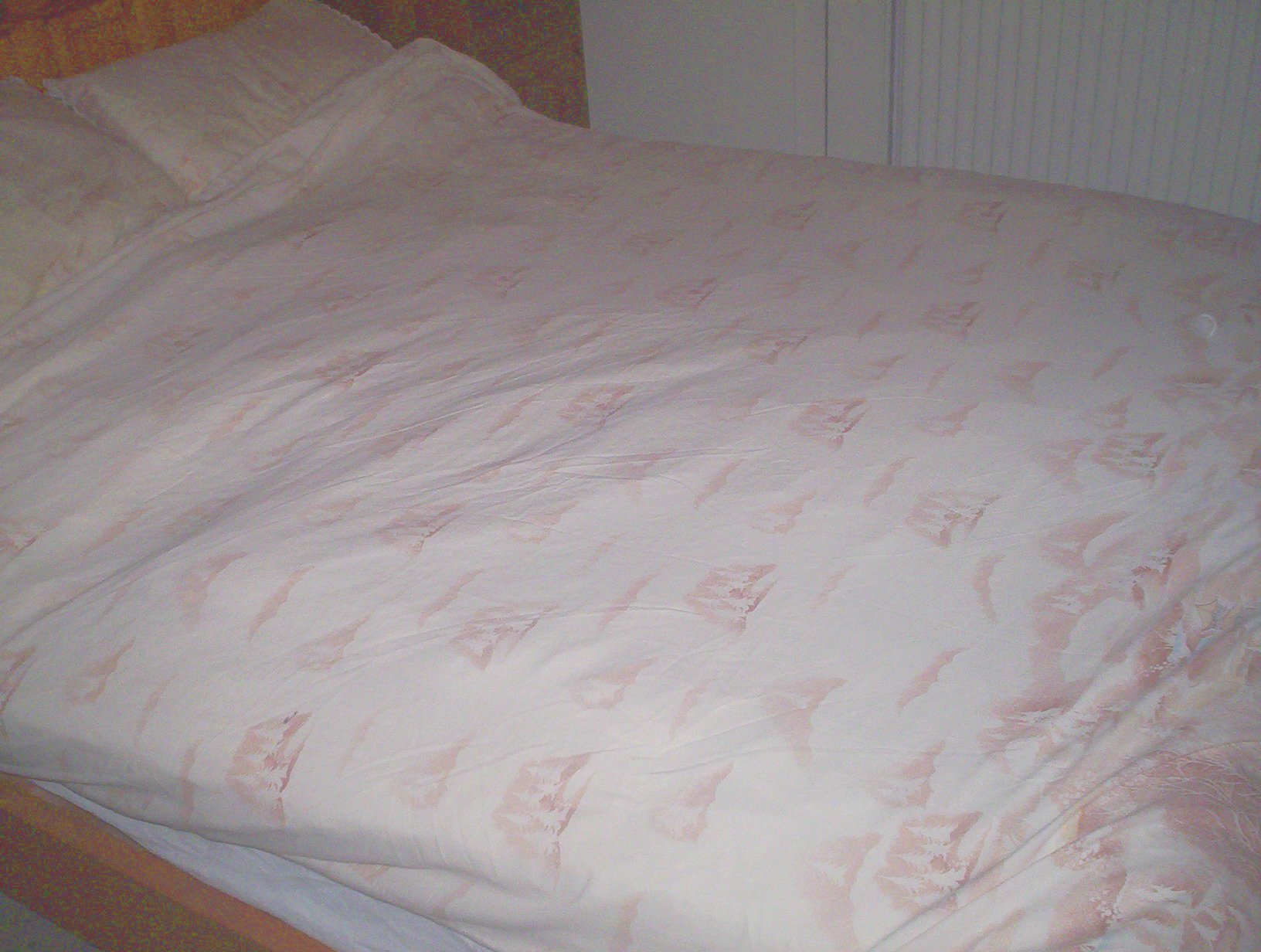

Пери́на — довгастий, прямокутний мішок, набитий пухом або дрібним пір'ям, що використовують як м'яку підстилку. Перину звичайно пухко збивають. Цінується в Україні й інших країнах Європи за свої теплоізоляційні й надзвичайно комфортні якості.
З часом забивання домашнього птаха господарі обживалися перинами й подушками. Перини слугували хорошим посагом за дівкою.